# Articulation (anatomie)
Pour les articles homonymes, voir Articulation.
Pour un article plus général, voir Squelette humain.
 (août 2024).

Schéma d'un articulation synoviale.

Une articulation, en anatomie, est une zone de jonction entre deux extrémités osseuses, ou entre un os et une dent. Une articulation (ou une jointure) est plus ou moins mobile selon sa constitution, sa forme, et la nature des éléments environnants.
L’arthrologie, ou la syndesmologie, est la partie de l’anatomie qui traite des articulations.

## Classification
Deux classifications, morphologique et fonctionnelle, coexistent pour les articulations, et ne se recouvrent pas complètement.
La classification fonctionnelle se base sur la mobilité des articulations et distingue :
- les articulations mobiles, unies de façon discontinue ou diarthroses, qui permettent de nombreux mouvements,
- les articulations semi-mobiles, ou amphiarthroses, qui permettent peu de mouvements,
- les articulations immobiles, ou synarthroses, qui ne permettent aucun mouvement.

La classification morphologique des articulations s'effectue selon leur composition :
- une articulation fibreuse est composée de tissu fibreux,
- une articulation cartilagineuse est composée de cartilage hyalin ou de fibrocartilage,
- une articulation synoviale est composée d'une capsule fibreuse contenant du liquide synovial.

### Articulation fibreuse
Les os d'une articulation fibreuse sont unis par du tissu fibreux. Les possibilités de mouvement sont le plus souvent nulles. On rencontre la suture, la syndesmose et la gomphose.
- Dans une suture, le tissu fibreux forme un ligament sutural immobile. Avec l’âge, elle a tendance à s’ossifier. La plupart des éléments constitutifs du crâne sont articulés de la sorte. On distingue les sutures squameuses, planes et dentelées, et les schindylèses.
- Dans une syndesmose, le tissu fibreux peut permettre quelques mouvements très limités. Ce type d’articulation est rencontré par exemple entre le tibia et la fibula.
- Dans une gomphose, le tissu fibreux est situé entre un os et une dent. Même si elle ne concerne pas seulement de l'os, elle est considérée comme une articulation. Ce type présente très peu de mobilité, mais a une très grande solidité.

### Articulation cartilagineuse
Les éléments d'une articulation cartilagineuse sont réunis par du cartilage. C'est un type d'articulation peu mobile. On rencontre les synchondroses et les symphyses.
- Dans une synchondrose, les pièces osseuses sont réunies par du cartilage hyalin et l'articulation est immobile. Le cartilage est progressivement remplacé en os à l’âge adulte, ce qui aboutit à la fusion des deux pièces, appelée synostose. Ce type d'articulation est rencontré au niveau du cartilage de conjugaison de l'humérus par exemple.
- Dans une symphyse, les os sont liés par du fibrocartilage, qui ne s’ossifie pas. Ce type d'articulation est semi-mobile. Par exemple, les articulations intervertébrales sont des symphyses.

### Articulation synoviale
L'articulation synoviale est le type d'articulation le plus connu, caractérisé le plus souvent par une grande mobilité. Elle est maintenue par des ligaments délimitant une cavité, la capsule articulaire. Les extrémités osseuses en contact sont recouvertes d'un cartilage hyalin. La cavité contient une substance visqueuse et lubrifiante, appelée synovie. Parfois, une pièce de fibrocartilage est située entre les surfaces cartilagineuses des os ; il existe plusieurs types qui permettent d'améliorer la congruence : le labrum (améliore la profondeur de l'articulation), le disque (lentille biconcave, notamment au niveau des articulations temporo-mandibulaires) et le ménisque. Un exemple de ce type d'articulation est le genou. Il existe différents types de mobilité dans la diarthrose, de la plus mobile à la moins mobile on retrouve : l'enarthrose, condylienne, toroïde, trochléenne, trochoïde et arthrodie.

### Situations similaires
La syssarcose désigne l'existence de mouvements relatifs entre deux os séparés par du tissu conjonctif et musculaire. Ce type de conformation est parfois considéré comme une articulation. C'est le cas de « l'articulation » scapulo-serrato-thoracique de l'épaule.
La synostose désigne la disparition d'une articulation, par fusion de deux pièces osseuses adjacentes au cours de leur développement. Ce type de situation est parfois considéré comme une articulation. 

## Formes

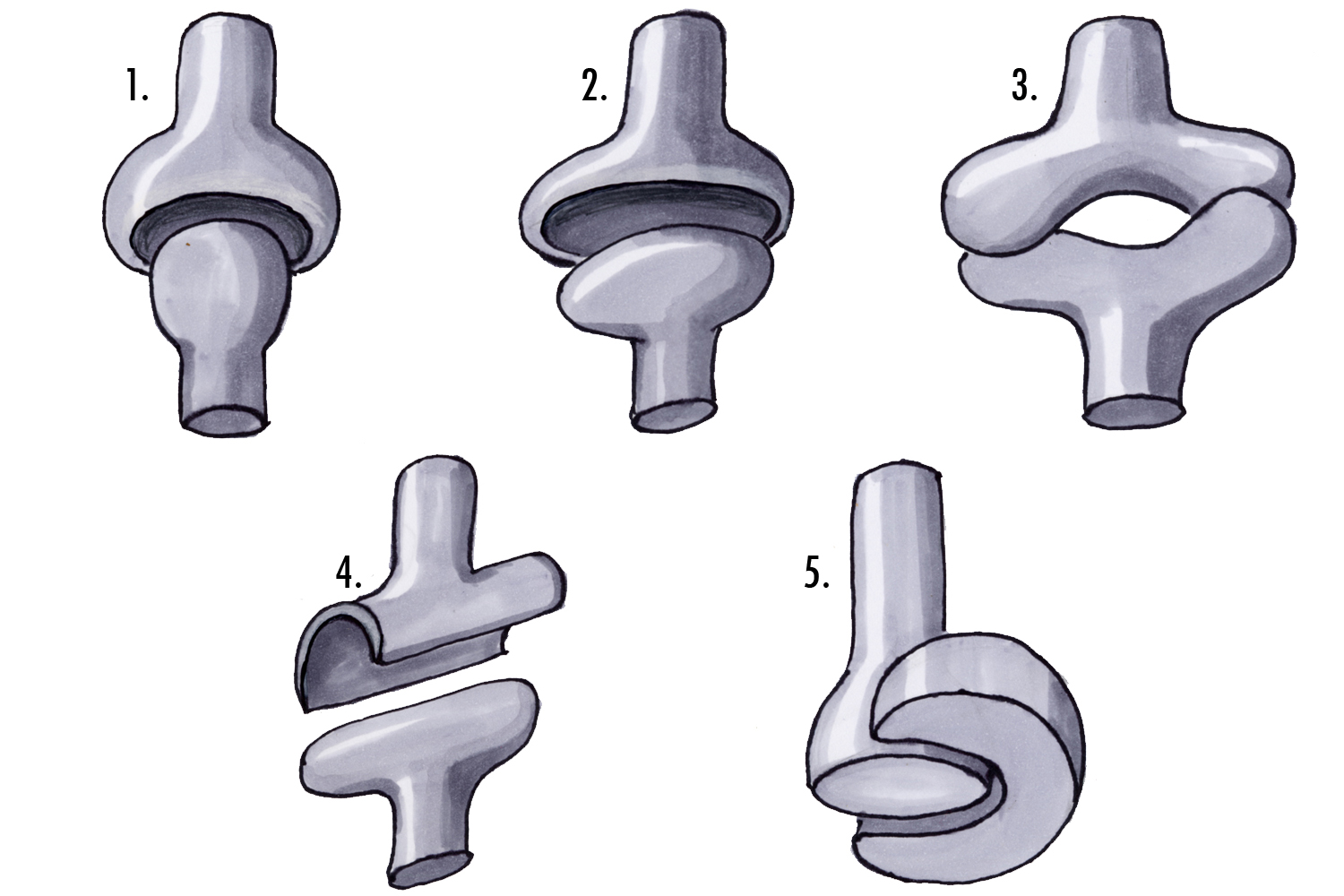
Rapports articulaires : 1. énarthrose - 2. condylarthrose - 3. articulation en selle - 4. ginglyme - 5. articulation trochoïde

- Dans une arthrodie, ou articulation plane, les surfaces articulaires sont planes et l'articulation possède trois degrés de liberté, mais peu de mobilité (exemple : entre les os du carpe).
- Dans une énarthrose, ou articulation sphéroïde, une tête s’oppose à une cavité sphérique, l'articulation possède trois degrés de liberté (exemple : la hanche avec l'articulation coxo-femorale ou encore l'épaule avec l'articulation gléno-humérale).
- Dans une condylarthrose, ou articulation ellipsoïde, un condyle s’oppose à une cavité glénoïdale, c'est le cas de l'articulation radio-carpienne du poignet.
- Dans une articulation trochoïde, un axe s’oppose à une fosse (seule la rotation est possible).
- Dans un ginglyme, ou une articulation trochléenne, une trochlée s’oppose à une cochlée et les mouvements sont de type flexion-extension, comme pour le coude par exemple.
- Dans une articulation toroïde ou à emboîtement réciproque ou en selle, une surface est convexe dans un sens et l'autre surface est concave également, mais dans le sens perpendiculaire, seuls les mouvements d'opposition sont permis (c'est le cas de l'articulation trapézo-métacarpienne du pouce permettant le mouvement d'opposition des doigts ainsi que la pronation).
- Dans une schyndilèse, ou articulation à rainure, les surfaces ont la forme, l'une d'une crête et l'autre d'une rainure, qui s'encastrent l'une dans l'autre.

## Mouvements

### Repères

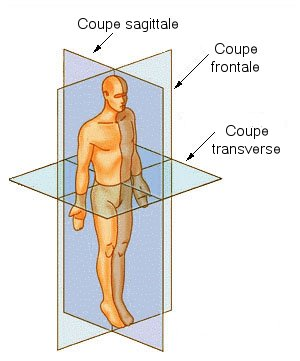
Axes de références chez l'être humain

Les mouvements sont décrits en utilisant les axes et plans de référence en anatomie.
Les axes sont, pour le corps, les axes céphalo-caudal (ou vertical), dorso-ventral (ou antéro-postérieur) et médio-latéral (ou gauche-droit). Pour un membre donné on décrit les axes proximo-distal (ou vertical, sauf pour le pied), médio-latéral et dorso-ventral (ou antéro-postérieur, sauf pour le pied).
Les trois plans de référence sont définis par rapport aux axes précédemment cités. Il s'agit des plans sagittal (passant par les axes vertical et antéro-postérieur), frontal (passant par les axes vertical et médio-latéral) et transverse ou horizontal (passant par les axes antéro-postérieur et médio-latéral).
Le plan sagittal médian est le plan de symétrie du corps, le séparant en parties gauche et droite.

### Dénomination

#### Mouvements principaux ou degrés de liberté
Les mouvements de flexion et d'extension sont des mouvements de courbure dans un plan sagittal. Lors de la flexion, l'angle formé entre les os d'une articulation se ferme. Lors de l'extension, cet angle s'ouvre. Pour le rachis, on parle de flexion vers l'avant, et d'extension vers l'arrière. Pour le pied, on parle de flexion plantaire lorsque l'extrémité distale se dirige vers l'arrière, et de flexion dorsale vers l'avant.
Les mouvements d'abduction, d'adduction et de flexion latérale sont des mouvements de courbure dans un plan frontal. Pour les membres, lors des mouvements d'abduction, l'extrémité distale du membre s'écarte du plan sagittal médian. Lors de l'adduction, elle s'en rapproche. Pour la colonne vertébrale, on parle de flexion latérale gauche ou droite. Pour les doigts, le mouvement dans un plan sagittal est défini par rapport à l'axe passant par le troisième doigt. C'est une abduction si on s'en écarte, et une adduction si on s'en rapproche. Le troisième doigt ne peut donc avoir qu'un mouvement d'abduction, que l'on peut différencier en abduction latérale ou médiale selon qu'il s'éloigne ou se rapproche de l'axe du corps. Pour les orteils, la situation est similaire si ce n'est que l'axe de référence est celui du deuxième orteil.
Les mouvements de rotation se déroulent dans un plan transverse. Pour un membre, au cours de la rotation médiale (ou interne), c'est la face antérieure du membre qui pivote vers l'intérieur. Au cours de la rotation latérale (ou externe), la face antérieure du membre pivote vers l'extérieur. Pour la colonne vertébrale, on parle de rotation axiale gauche ou droite selon le mouvement de la face antérieure.

#### Mouvements particuliers
- L'élévation décrit un déplacement vers le haut, et l'abaissement un déplacement vers le bas.
- La circumduction désigne un mouvement complexe — associant des mouvements autour des trois axes anatomiques —, au cours duquel l'extrémité distale de la partie du corps mobilisée décrit un cercle.
- L'antépulsion qualifie un mouvement en avant du plan sagittal de référence, et la rétropulsion, un mouvement vers l'arrière.
- Pour l'avant-bras — coude fléchi à 90° — : la pronation consiste à tourner la paume de la main vers le bas ; la supination consiste à tourner la paume vers le haut.
- Pour le pied, l'inversion consiste à soulever le bord médial du pied pendant une rotation médiale: lors de l'éversion, le bord latéral du pied se soulève durant une rotation externe.
- Le pouce a un mouvement d'opposition, qui consiste à rapprocher son extrémité distale de la paume de la main par une flexion dans le plan transverse.

### Mécanismes
Chez l'Homme, le mouvement se fait par l'action des muscles sur les os, via les tendons. Il est possible en fonction de la constitution de l'articulation, qui laisse selon les cas un certain nombre de degrés de liberté entre les os, ainsi qu'une amplitude donnée. C'est notamment le cas pour les articulations synoviales, grâce au caractère élastique des ligaments et de la capsule articulaire. Une certaine mobilité est également permise aux symphyses et aux syndesmoses.

## Liste des articulations du corps humain
Cette liste présente les articulations du corps humain par région anatomique. Le type d'articulation est précisé entre parenthèses lorsqu'il ne s'agit pas d'un type synovial. Les sutures et les gomphoses ne sont pas détaillées.

### Tête (environ 22)
- Articulation temporo-mandibulaire
- Articulation incudo-malléaire
- Articulation incudo-stapédienne
- Articulations alvéolo-dentaires (gomphoses)
- Autres articulations entre les os du crâne (sutures, jointures cartilagineuses du crâne)
- Articulation atlanto-occipitale

### Colonne vertébrale, cage thoracique et bassin (environ 190)
- Articulation atlanto-axoïdienne :
  - Articulation atlanto-axoïdienne médiane
  - Articulation atlanto-axoïdienne postérieure
- Autres articulations intervertébrales et articulation lombo-sacrée :
  - Symphyses intervertébrales
  - Articulations zygapophysaires
- Articulations costo-vertébrales :
  - Articulations de la tête costale
  - Articulations costo-transversaires
- Articulations interchondrales
- Articulations sterno-costales (la première n'est pas synoviale)
- Articulations costo-chondrales
- Articulation manubrio-sternale (symphyse)
- Articulation xipho-sternale (symphyse)
- Articulation sterno-claviculaire
- Articulation sacro-coccygienne (symphyse)
- Articulations intercoccygiennes (symphyses)
- Articulations sacro-iliaques
- Symphyse pubienne (symphyse)

### Membre supérieur (environ 40)
- Épaule :
  - Articulation gléno-humérale ou scapulo-humérale (articulation de type énarthrose)
  - Articulation acromio-claviculaire (articulation de type arthrodie)
  - Sterno-costo-claviculaire
  - Sous-acromio-deltoïdienne (bourses séreuses)
  - Plan de glissement scapulo-thoracique
- Coude :
  - Articulation huméro-ulnaire (articulation trochléenne)
  - Articulation huméro-radiale (articulation énarthrose)
  - Articulation radio-ulnaire proximale (articulation trochoîde)
- Poignet :
  - Articulation radio-carpienne
  - Articulation radio-ulnaire distale
  - Articulations entre les os du carpe
  - Articulations carpo-métacarpiennes
  - Articulations intermétacarpiennes
  - Articulations métacarpo-phalangiennes
  - Articulations interphalangiennes

### Membre inférieur (environ 40)
- Hanche
  - Articulation coxo-fémorale
  - articulation sacro-iliaque
  - symphyse pubienne
  - coxo sacré
- Genou :
  - Articulation tibio-fémorale
  - Articulation patello-fémorale
  - Articulation tibiofibulaire proximale
- Cheville :
  - Articulation talo-crurale
  - Articulation tibiofibulaire distale (syndesmose)
  - Articulation sub-talaire
  - Articulations entre les os du tarse
  - Articulations tarso-métatarsiennes
  - Articulations intermétatarsiennes
  - Articulations métatarso-phalangiennes
  - Articulations interphalangiennes

## Pathologies
- Arthralgie
- Arthrite
- Arthrose
- Rhumatisme